# Riang jezik
Riang jezik (ISO 639-3: ril), austroazijski jezik kojim govori oko 12 500 ljudi (2008) u Burmi (Mjnmaru) u državi Shan i 3 000 u kineskoj provinciji Yunnan (1995) u prefekturama Lincang i Baoshan. U Burmi se još naziva i yinnet, crni riang, crni karen, yanglam, crni yang, riang-lang, yin, yang, liang sek i yang wan kun, dok ga u Kini nazivaju de’ang, liang, liang palaung, na’ang, riang-lang, xiaoan’gou, xiaochanggou, yang sek, yang wan kun, yanglam i yin.
Riang je jedan od dva riang jezika (drugi je yinchia [yin]), šira skupina palaung. Ima dva dijalekta crni i crveni riang koji se tradicionalno tretiraju kao posebni jezici, a među njima postoje i socijalne razlike, razlilčiti stilovi nošnje i geografski prostor koji nastanjuju. Kineska politika klasificira ih u Kini zajedno s Palaungima u nacionalnost De’ang.

## Vanjske poveznice
- Ethnologue (14th)
- Ethnologue (15th)